# خليج سانتا مونيكا
خليج سانتا مونيكا (بالإنجليزية: Santa Monica Bay)‏ يعد جزء من المحيط الهادي يقع في جنوب كاليفورنيا بالولايات المتحدة الأمريكية.